# Panamaische Küche
Die panamaische Küche ist die Küche des mittelamerikanischen Staates Panama. Historisch bedingt ist sie eine Fusionsküche mit zahlreichen Einflüssen.

## Einflüsse
Die prinzipiellen Faktoren für die Ausprägung der heutigen panamaischen Küche sind größtenteils dieselben wie in anderen Ländern Mittelamerikas und der Karibik: Die Küche der präkolumbischen, indigenen Bevölkerung, die Küche der ab dem ausgehenden 15. Jahrhundert dominierenden, europäischen Kolonialherren, die Küche der aus Zentralafrika importierten Sklaven und die Küchen der ab dem späten 19. Jahrhundert in nennenswerter Zahl zugewanderten Immigranten. Panama-spezifische Einflüsse ergeben sich aus den großen Bauprojekten des 19. und 20. Jahrhunderts: Ein Faktor ist zunächst die große Zahl afro-karibischer (und damit zum Teil französisch geprägter) Arbeiter, die ab 1850 für den Bau der panamaischen Eisenbahn und später des Panamakanals angeworben wurden. Weiterhin stellte die US-Präsenz am Panamakanal zwischen 1903 und 1999 einen massiven Einfluss auf die panamaische Küche dar.

### Indigene Völker
Die Ethnien der Guaymí und Kuna, die in präkolumbischer Zeit von Westen her in das Gebiet des heutigen Panama eingewandert waren, machen heute noch gut 8 % der panamaischen Bevölkerung aus. Die indigenen Einwohner leben in zum Teil abgelegenen Gebieten und behielten über Jahrhunderte ihre traditionelle Küche bei. Erst seit Ende des 20. Jahrhunderts findet ein kulinarischer Austausch statt. Im Positiven interessiert sich das westlich geprägte Panama für indigene Zubereitungsweisen, im Negativen sind die indigenen Völker zu einer Anpassung ihrer Essgewohnheiten gezwungen, da sie durch intensive Waldrodungen weniger Wild zur Verfügung haben und auf Ackerbau ausweichen müssen. Die Küche der indigenen Gruppen ist sehr salzarm. Ihr größter Beitrag zur heutigen panamaischen Küche ist die Verwendung von Mais.

### Europäer
Die spanischen Kolonialherren, die 1501 zum ersten Mal das Gebiet des heutigen Panama betraten und es bis 1821 beherrschten, üben bis heute den größten Einfluss auf die panamaische Küche aus. Auf sie gehen nicht nur Rezepte und Zubereitungsweisen zurück, sondern sie führten viele vorher unbekannte Lebensmittel und Tiere erstmals ein. Die Verwendung von Blumenkohl, Brombeeren, Gerste, Hafer, Lauch, Roggen und Weizen, der Konsum von Wein, die Haltung von Enten, Hasen, Haushühnern, Schweinen, Truthähnen und Ziegen sowie die Herstellung von Brot und Käse gehen auf die Spanier zurück.

### Sklaven
Die Wirtschaft des kolonialen Panama fußte wie in ganz Mittelamerika und der Karibik von Anfang an auf der Ausbeutung von Sklaven aus West- und Südwestafrika. Dort, wo genügend Raum zur Verfügung stand (zum Beispiel auf Plantagen), war die Selbstversorgung der Sklaven für deren Halter die billigste Art ihrer Ernährung. Die Sklaven führten Zubereitungsweisen und Rezepte ihrer Heimat ein, und mit den Sklaven kamen einige Lebensmittel nach Panama, die aus der heutigen Küche nicht mehr wegzudenken sind: Akee, Datteln, Feigen, Kaffee, Oliven, Palmöl, Tamarinde und Yams. Die Rezepte mussten oft an lokale Gegebenheiten, also das Lebensmittelangebot in Panama, angepasst werden.

### Afrokariben
Mit den ab Mitte des 19. Jahrhunderts, konkret nach der Abschaffung der Sklaverei 1851 auf der Suche nach Arbeit im Eisenbahnbau in großer Zahl eingewanderten Afrokariben kamen erneut neue Rezepte und Zutaten nach Panama. Die Afrokariben bildeten keine heterogene Gruppe, waren aber geprägt durch ihre westafrikanischen Ursprünge einerseits und die Kulturen der Kolonialmächte ihrer jeweiligen Heimatinseln andererseits. Viele dieser Inseln waren Kolonien der Franzosen und Engländer, einige solche der Niederländer. Gerichte der heutigen panamaischen Küche, die auf die Afrokariben zurückgehen, sind Bacalaos (Fischbällchen), Cou Cou (ein fester Brei aus Maismehl und Okra), Fufu (eine Suppe mit Meeresfrüchten, nicht zu verwechseln mit Fufu), Gallo Pinto, Grillhähnchen, Patí und Stockfisch mit Kartoffeln.

### Chinesen
Chinesen wanderten als Arbeiter für den Bau des Panamakanals in großer Zahl nach Panama ein und stellten schnell die zweitgrößte Immigrantengruppe nach den Afrokariben. Einige Zutaten ihrer heimischen Küche, die zuvor in Panama bekannt waren, aber nicht verwendet wurden, fanden Eingang in die heutige panamaische Küche, so Ingwer, Knoblauch, Koriander, Quitten, Reis, Sojabohnen und Zimt.

### USA
Durch die starke militärische und zivile Präsenz der USA zwischen 1903 und 1999 wurde der urbane Raum (Panama-Stadt grenzt beispielsweise direkt an den Panamakanal an) stark vom US-amerikanischen Ernährungsstil geprägt. Fast-Food-Restaurants, Fertiggerichte, das US-amerikanische Frühstück mit Pfannkuchen, Frühstücksspeck und Cerealien, Softdrinks und Supermärkte wurden in Panama durch US-Amerikaner eingeführt. Das Weihnachtsessen entspricht dem US-amerikanischen Vorbild. Die Übernahme US-amerikanischer Sitten und Gebräuche hält an, da Panama wegen seines hohen Lebensstandards ein beliebtes Auswanderungsland für westliche Rentner ist und diese Gruppe von Neubürgern zu ca. 90 % aus US-Amerikanern besteht.

## Lebensmittel und Zutaten
Zentrale Bestandteile der panamaischen Küche sind Fleisch (hier insbesondere Rind, Huhn und Schwein) und die Grundnahrungsmittel Mais, Reis und Weizen (in Form von Mehl). Weitere sehr häufig eingesetzte Lebensmittel sind Maniok, Kochbananen sowie, bedingt durch die Lage zwischen Pazifischem Ozean und Karibischem Meer, Fisch (insbesondere Rotbarsch) und Meeresfrüchte. Obst wird flächendeckend angebaut; gängig sind Ananas, Mango, Maracuja, Melone und Papaya.
Bei einigen indigenen Gruppen trägt die Jagd noch signifikant zur Ernährung bei; ihre Küche ist auf die Verwendung aller zur Verfügung stehenden natürlichen Ressourcen ausgelegt. So werden Süßwasserfische wie Brycon rubricauda oder Guacuco verwendet, aber auch Meeresschildkröten, obwohl deren Erlegen verboten ist.

## Esskultur
Die urbane Bevölkerung isst drei Mahlzeiten am Tag, wobei Frühstück und Abendessen im Durchschnitt eher herzhaft ausfallen und das Mittagessen eher leicht. Im ländlichen Raum kann das Mittagessen ausfallen, und es spielen generell Eintöpfe und Innereien eine größere Rolle als in der Stadt. Das Frühstück weist in Panama oft frittierte oder fleischhaltige Komponenten auf. Mittag- und Abendessen unterscheiden sich voneinander eher in der Menge als inhaltlich. Fleisch wird für die allermeisten Gerichte gegrillt, gebraten oder frittiert (auch paniert) oder gedünstet. Die Zubereitungsart "a la criolla" bedeutet das Servieren an einer Tomaten-Zwiebel-Sauce. An Weihnachten werden traditionell Tamales gegessen, am Karfreitag Fisch.

## Gerichte

### Frühstück
Häufige Bestandteile des Frühstücks sind Eier (für gewöhnlich als Rührei mit weiteren Zutaten), Würstchen oder gebratenes Fleisch, Obst und Toast. Arepas werden zum Frühstück, aber auch zu allen anderen Mahlzeiten gegessen. Gallo Pinto besteht aus Reis, Bohnen und weiteren Zutaten, oft Schweinefleisch, in privaten Haushalten gern aus Resten des Vortags. Das einfache Gericht ist in mehreren Staaten Mittelamerikas gängig. Hojaldras sind warmes Fettgebäck, das mit Zucker bestreut gegessen wird und entfernt an den im deutschsprachigen Raum verbreiteten Krapfen erinnert. Gerichte gleichen Namens sind in Mexiko und Kolumbien gängig, jedoch deutlich anders beschaffen. Tortillas werden mit Käse, Rührei, frittiertem Gemüse oder Fleisch gefüllt gegessen. Das beliebteste Frühstücksgetränk in Panama ist Kaffee.

### Suppen und Eintöpfe
Mondongo a la Culona ist ein Gemüseeintopf mit Kutteln, Schweinefüßen und Schweineschwänzen. Sancocho ist eine eintopfartige Suppe auf Basis von Huhn, Maniok und Koriander, die im gesamten spanischsprachigen Mittelamerika verbreitet ist und in Panama als Nationalgericht gilt.

### Hauptgerichte
Arroz con Pollo (Huhn mit Reis) ist ein weltweit in wärmeren Ländern beliebtes Gericht; in der panamaischen Variante werden kleine Stückchen vom Huhn mit Reis und Gemüse vermengt. Bistec Picado ist ein entfernt an das Fajita der Tex-Mex-Küche erinnerndes Gericht aus Rindfleischstreifen, Zwiebeln, Paprika und Knoblauch, das in einer würzigen Sauce aus unter anderem Sojasauce und Tomaten gekocht wird. Ropa vieja ist ein beliebtes Gericht aus langsam geschmortem Rindfleisch mit Gemüse. Tamales sind mit meist fleischhaltiger Füllung gefüllte Maistaschen, die in Bananenblätter gewickelt und gekocht werden. 
Fisch, Garnelen und Hummer in verschiedenen Zubereitungsarten stehen oft auf der Speisekarte. Ein beliebter Speisefisch ist der Corvina (Cilus gilberti), ein Umberfisch. Tintenfisch in Kokosmilchsauce ist eine Spezialität der Provinz Colón.

### Beilagen und Saucen
Reis (oft in Kokosmilch gekocht) und Bohnen sind Standardbeilagen der Hauptgerichte; auch Maniok, Kürbis, Kochbananen und Kartoffelpüree werden häufig verwendet. Die häufigste Zubereitungsweise für Reis ist die Vermengung mit Straucherbsen (guandu). Der aus Peru stammende Fischsalat Ceviche wird in Panama mit Rotbarsch zubereitet und zu Mahlzeiten als Vorspeise gereicht oder auf der Straße oder an Strandimbissen als Snack verkauft.
Patacones sind frittierte Scheiben von der unreifen Kochbanane, die zu vielen Gerichten gereicht werden und auch in Kolumbien eine geläufige Beilage darstellen. Gebratene, lange Streifen von der reifen Kochbanane heißen Platano Maduro und schmecken leicht süßlich. Eine sehr häufige Beilage sind Tortillas, Fladen aus Maismehl, die zu allen Mahlzeiten gegessen werden.

### Imbissgerichte
An mobilen Verkaufsständen gibt es oft Frittiertes wie frittierte Kochbananen, frittierten Maniok oder frittierte Tortillas. Bacalaos sind Bällchen aus dem namensgebenden Stockfisch, Kartoffeln und diversen Kräutern und Gewürzen. Empanadas, gefüllte und frittierte Teigtaschen, sind in ganz Mittel- und Südamerika beliebt. Eine Variante stellen die in Panama und Kolumbien endemischen Carimañolas dar, frittierte Taschen aus Maniokteig mit einer Füllung aus Fleisch und Käse, gelegentlich um Ei ergänzt. Patí sind Teigtaschen mit einer würzigen Rindfleischfüllung. Pollo al Ajillo, in Knoblauch mariniertes, gegrilltes Hühnchen, ist ein im ganzen Land verbreitetes Street Food.

### Desserts
Flan ist nicht nur in Panama, sondern in ganz Lateinamerika, Spanien und Portugal verbreitet. Beliebt als Dessert wie auch als Frühstück ist Milchreis. An mobilen Verkaufsständen werden Raspados verkauft, Becher mit aus großen Eisblöcken geschabten Eisflocken, die mit Sirup übergossen werden. Ein im spanischsprachigen Mittelamerika und Peru gängiger Kuchen ist Pastel Tres Leches, der mit drei Arten von Milch hergestellt wird.

## Getränke
Die beiden größten Bierbrauereien des Landes sind die zu Anheuser-Busch InBev gehörende Cervecería Nacional und die zu Heineken gehörende Cervecería Barú. Die beliebtesten Biersorten sind Atlas und Balboa (Nacional) und Panama (Barú), alles Lagerbiere. Balboa ist die älteste panamaische Biermarke, es wird seit 1910 gebraut. Eine nichtkommerzielles, bierartiges Getränk ist Chicha, das bei indigenen Gruppen einen hohen Verbreitungsgrad hat. Beliebteste Spirituose ist Rum, der im Land produziert und auch exportiert wird. Eine dem Rum ähnliche Spirituose ist der seit 1936 produzierte Seco Herrerano, der ebenfalls aus Zuckerrohr destilliert wird.
Ein beliebtes nichtalkoholisches Getränk sind Milchshakes, die aus Früchten, Milch und etwas Zucker hergestellt werden.

## Galerie

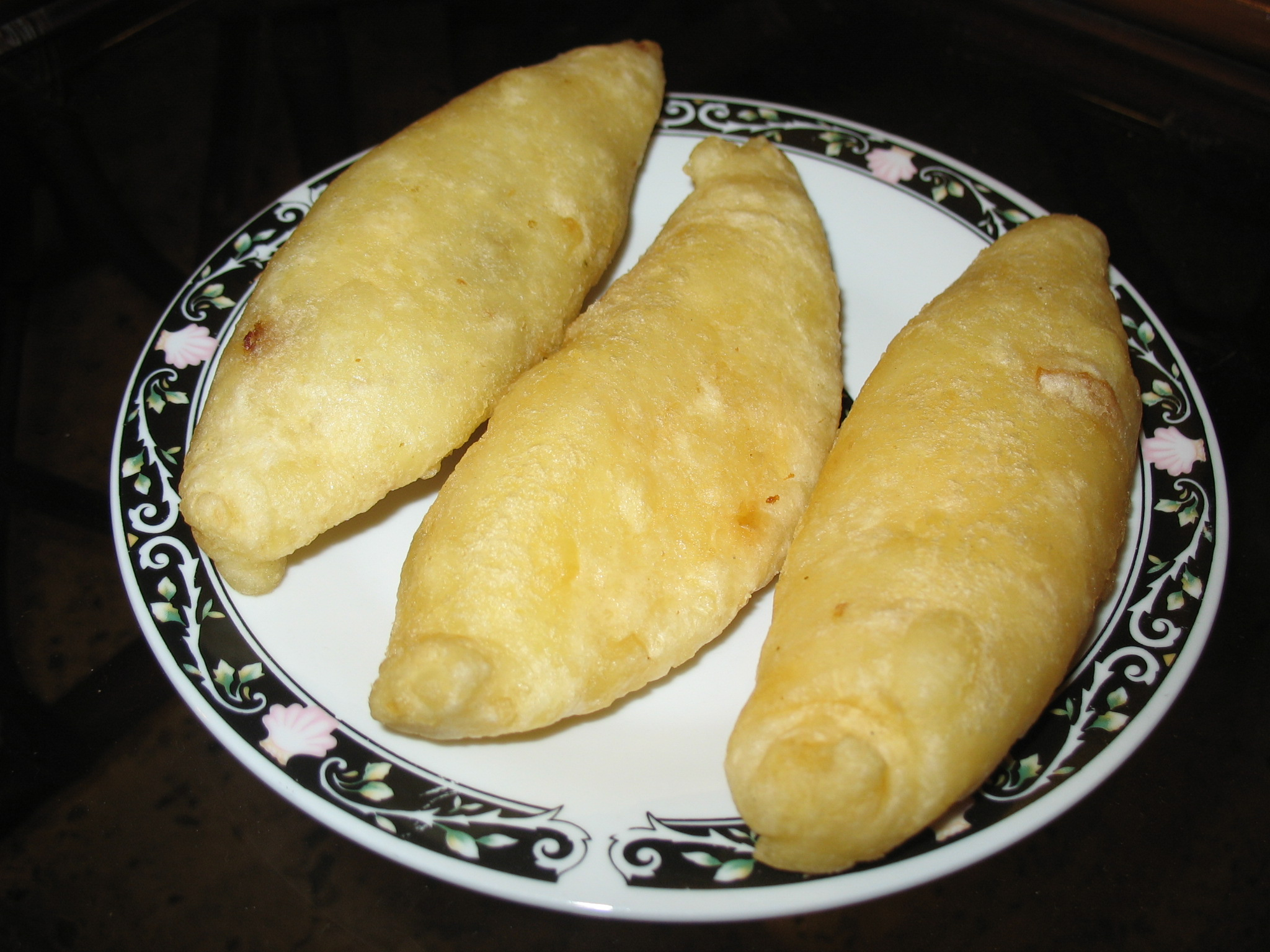
Carimañolas
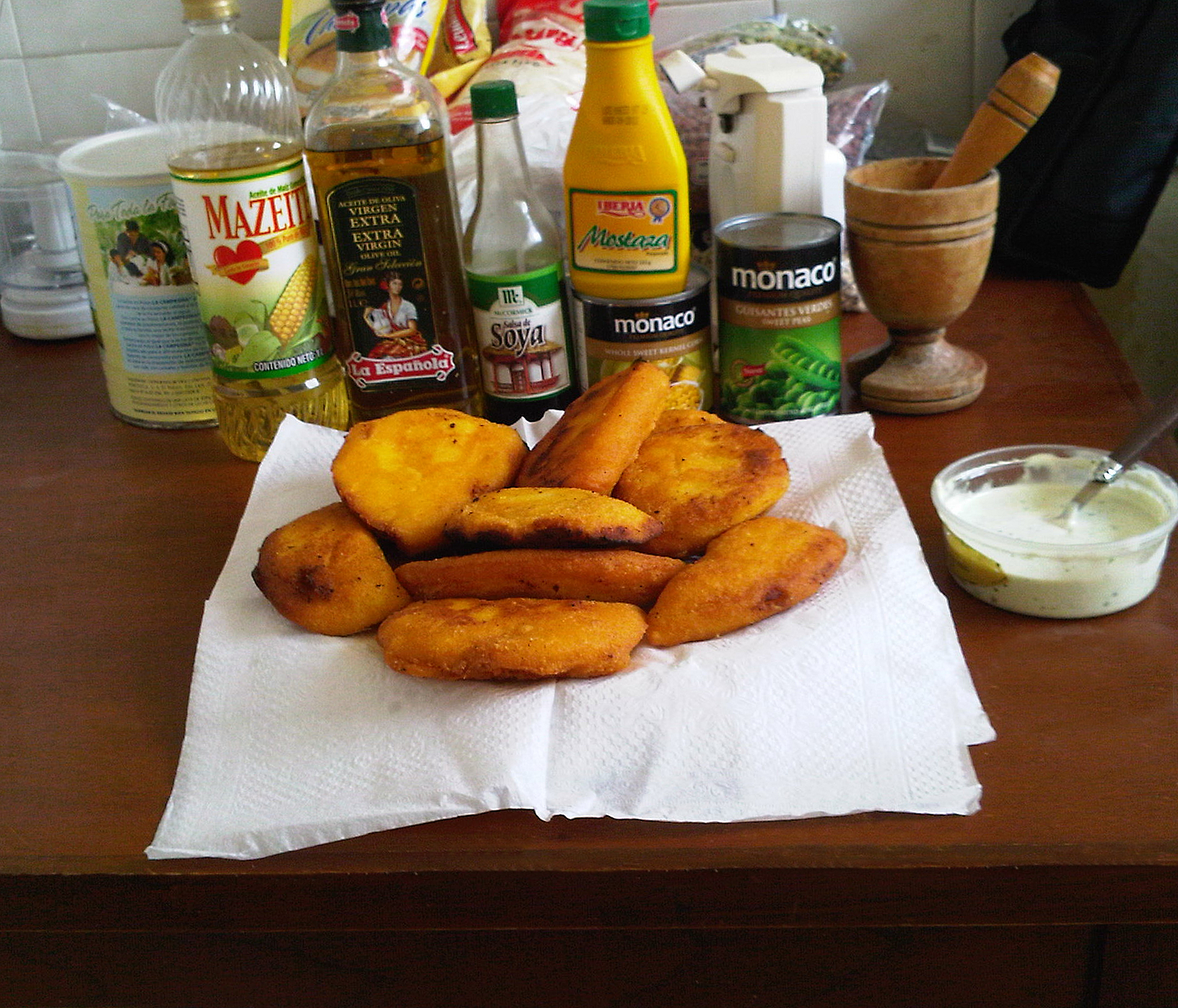
Empanadas
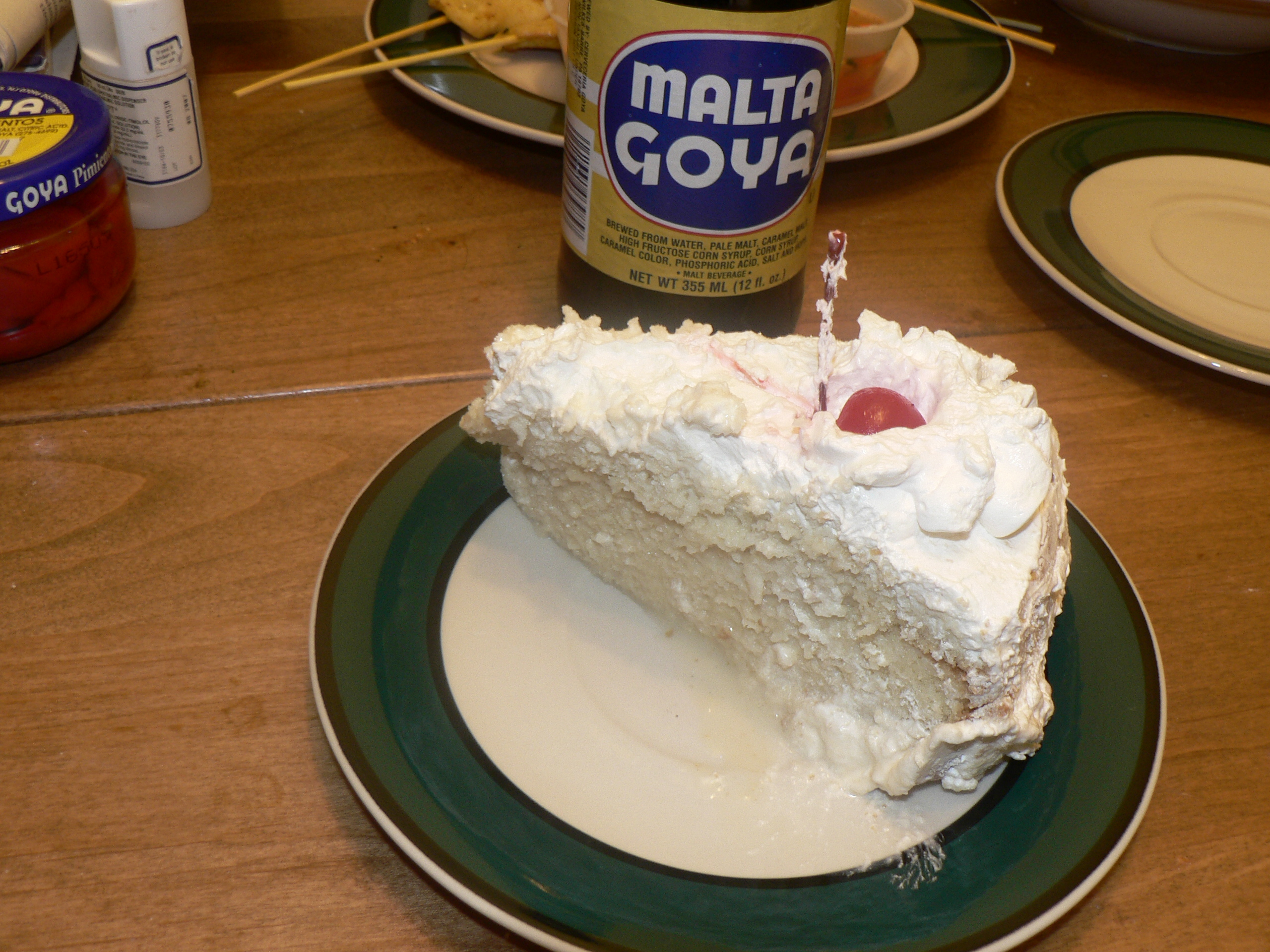
Pastel Tres Leches
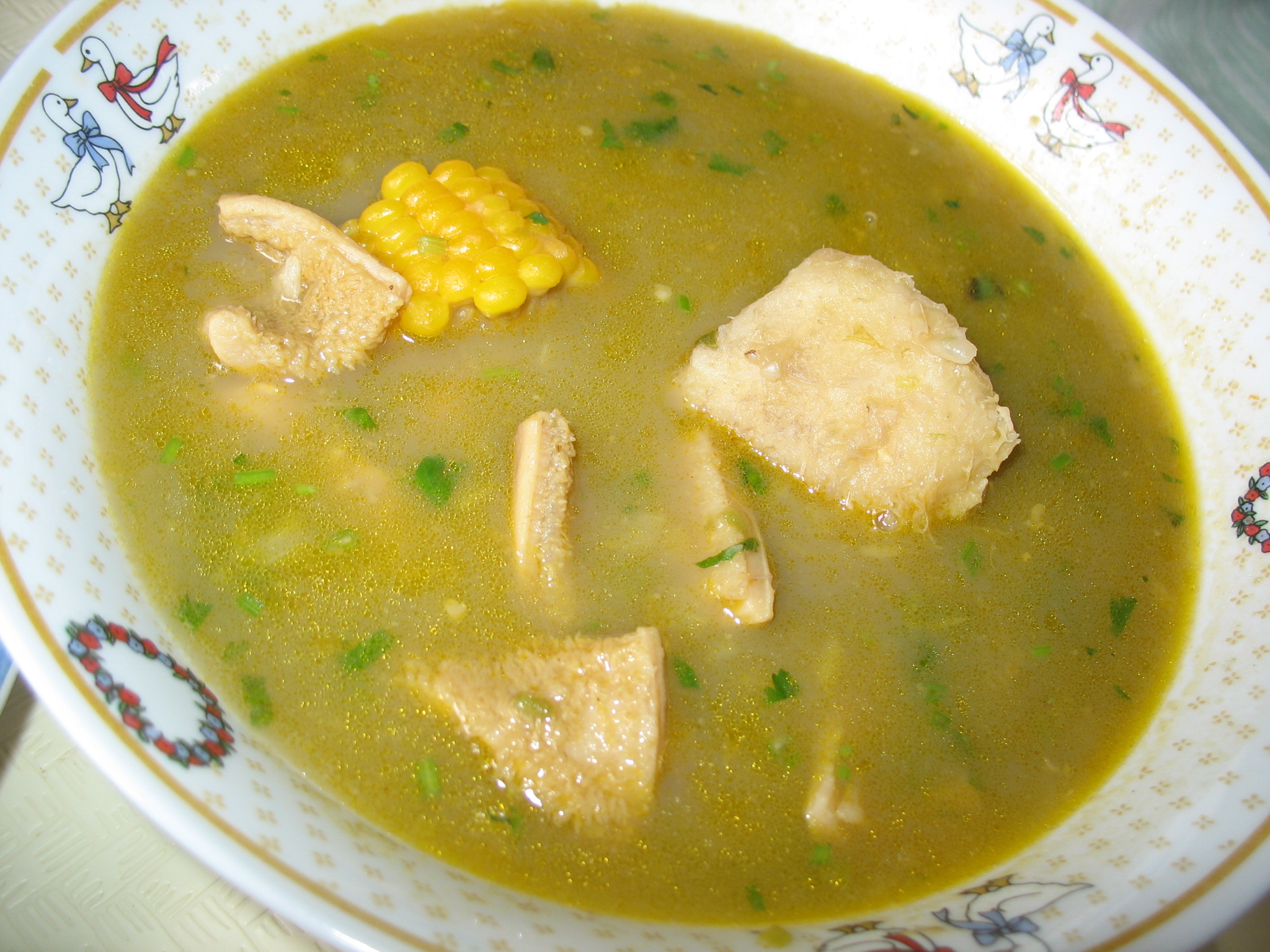
Sancocho